# 볼거리 백신

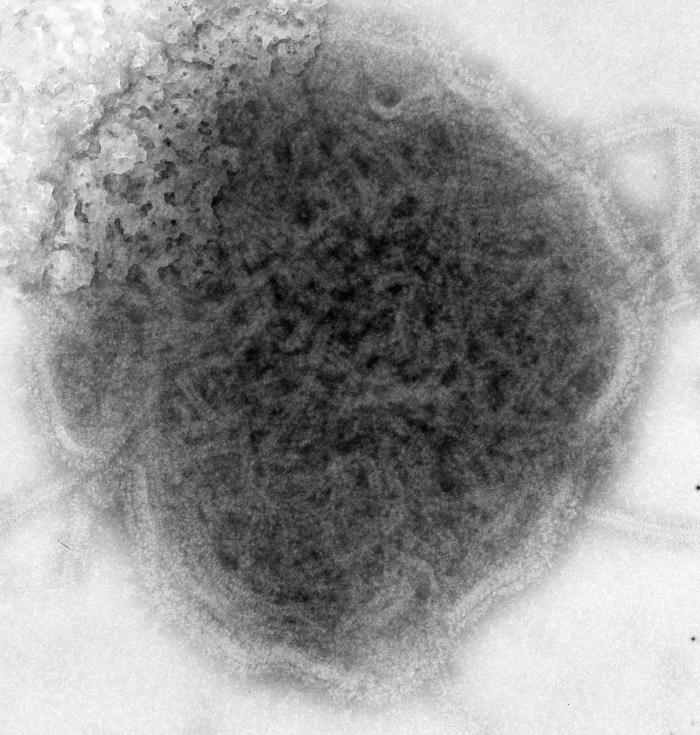

볼거리 백신은 볼거리(mumps)를 예방하는 백신(vaccines)이다. 인구 대다수에 접종시에 인구 수준에서 합병증 수준을 낮출 수 있다.약 90%의 인구가 백신을 접종받을 때 약 85%의 효과가 나타나는 것으로 알려져있다. 장기적인 예방을 위해서는 2번의 백신 접종이 권장된다. 첫번째 접종은 12~18개월 사이에 권장된다. 두번째 접종은 대부분 2~6세 사이에 주어진다. 볼거리에 노출되지 않은 사람들에게서도 유용하게 사용될 수 있다.
부작용은 일반적으로 약하다. 접종 부위에서 약간의 열과 부어오름, 약간의 체온 상승이 나타날 수 있다. 더욱 심각한 부작용은 드물다. 백신이 신경학적인 부작용을 일으킨다는 증거는 불충분하다.그러나 백신은 임신한 사람이나 약한 면역 체계를 가지고 있는 사람에게는 접종되어서는 안 된다.그러나 임신 중 백신을 접종받고 출산한 아이들에게서 나쁜 결과가 나타나지는 않았다.또한 닭의 세포로부터 백신이 합성되지만, 계란 알레르기를 가지고 있는 사람에게 접종하여도 안전하다.
대부분의 선진국과 개발도상국은 볼거리 백신을 홍역 백신(measles)과 MMR로 잘 알려진 풍진 백신(rubella vaccine)을 포함시켜 백신 프로그램을 개발한다. MMRV로 알려진 수두 백신varicella vaccine 또한 함께 포함되기도 한다. 2005년에 110개국은 면역 프로그램의 일부로 백신을 개발하였다. 이러한 광범위한 백신접종이 일어난 곳에서는 발병률이 90% 넘게 감소하였다. 한 가지 종류의 백신이 거의 5억 번 이상 투여되었다.
볼거리 백신은 1948에 처음으로 라이센스를 받았다; 그러나 단기적인 효과만 나타났다. 발전된 백신은 1960년대에 상용화되었다. 최초의 백신이 비활성화된 바이러스를 이용했다면, 새로 개발된 백신은 약해진 살아있는 바이러스를 이용하였다. World Health Organization's List of Essential Medicines에 가장 효과적이고 안전한 약물로 등재되었다. 2007년도에는 백신으로 다양한 종류가 사용되고 있다. 개발도상국에서 사용하는 백신은 풍진과 홍역 백신을 포함하며, 1회 접종에 2014년 기준 0.24 USD 이었다.

## 추가 정보
- Mumps (The History of Vaccines)
- Mumps Immunization. WHO